# Anthony Bushell (Germanist)
Anthony Bushell (* 1951) ist ein Germanist aus dem Vereinigten Königreich, der Professor an der Bangor University in Wales ist.

## Leben
Bushell erhielt seinen Bachelor of Arts an der University of Ulster und seinen Master of Arts an der University of Warwick. Seinen ersten Aufsatz veröffentlichte er 1981 über Marie Luise Kaschnitz. 1989 wurde Bushell an der University of Birmingham mit einer Arbeit über die Entstehung der Lyrik in Westdeutschland in der frühen Nachkriegszeit promoviert (Titel: The Emergence of West German Poetry from the Second World War into the Early Post-War Period: A Study in Poetic Response). Er erhielt daraufhin das zum Lehrerberuf qualifizierende Postgraduate Certificate in Education in Oxfordshire. Er ist seit 1995 Professor für moderne Sprachen und insbesondere Deutsch an der University of Wales, Bangor. 1998 bis 2005 stand er der dortigen School of Modern Languages vor.
Anthony Bushell hat vor allem zur deutschsprachigen Literatur der Nachkriegszeit veröffentlicht und dabei seinen Schwerpunkt auf Kurzformen wie Lyrik und die österreichische Literatur und Kultur gelegt. Dabei hat er vor u. a. über Hans Lebert, Peter Henisch und Anna Mitgutsch geschrieben und auch Handbuch- und Lexikoneinträge zum Thema verfasst. 2013 erschien seine Monographie Polemical Austria, in der er die Rhetorik österreichischer nationaler Identität vom Kaisertum Österreich bis in die Zweite Republik ausgehend von der Waldheim-Affäre und anhand einer großen Bandbreite von Quellen untersucht.
Bushell war Visiting Scholar am St John’s College an der University of Oxford. Er leitet eine britisch-slowakische Forschergruppe zur zeitgenössischen österreichischen Literatur und ist General Editor der Buchreihe Austrian Studies in Context. Er war vier Jahre lang Lektor der englischsprachigen Ausgabe der Zeitschrift Außenpolitik („German Foreign Affairs Review“), die bis 1998 erschien. 2010 beteiligte er sich an der britischen Debatte über den Rückgang des Fremdsprachenlernens, indem er in einem kontrovers aufgenommenen Aufsatz die Gefahren des „sprachlichen Isolationismus“ der Briten thematisierte.

## Veröffentlichungen
Eine vollständige Liste der Publikationen und Vorträge ist auf Bushells Website verfügbar. Darunter in Auswahl:

### Monographien
- Emergence of West German Poetry from the Second World War into the Early Post-War Period: A Study in Poetic Response (= Europäische Hochschulschriften. Bd. 1). Peter Lang, Frankfurt am Main u. a. 1989, ISBN 3-631-41670-9.
- Poetry in a Provisional State. The Austrian Lyric 1945–1955. University of Wales Press, Cardiff 2007, ISBN 978-0-7083-2080-8.
- Polemical Austria: The Rhetorics of National Identity. From Empire to the Second Republic. University of Wales Press, Cardiff 2013, ISBN 978-0-7083-2604-6 (Rezension).

### Herausgeberschaften
- Hrsg.: Austria, 1945–55. Studies in Political and Cultural Re-emergence. University of Wales Press, Cardiff 1996, ISBN 0-7083-1339-6.
- Hrsg. mit Dagmar Košt’álová: Von außen betrachtet. Österreich und die österreichische Literatur im Spiegel der Auslandsrezeption (= Wechselwirkungen. Bd. 13). Peter Lang, Bern u. a. 2007, ISBN 978-3-03-910961-6.